# Арно Курле де Врежий
Арно Курле де Врежий (фр. Arnaud Courlet de Vregille; 5 марта 1958) — французский художник.

## Биография
Арно Курле де Врежий родился 5 марта 1958 года в семье художников, дальних родственников Отто ван Веена (учителя Рубенса). Арно начал рисовать достаточно рано, а позже полностью посвятил себя живописи: рисовал картины, фрески и театральные декорации. 
В 1993 году Арно Курле де Врежий получил первое признание — Высший институт Парижа вручил ему премию за работу Laisse-Moi. Министерство финансов приобрело данную работу и разместило её в здании администрации города Бобиньи. 
Сегодня художник живёт в Безансоне (Doubs), где всё своё время посвящает созданию произведений искусства. Вдохновение Арно Курле де Врежий черпает в музыке, поэзии и верховой езде. Его работы отмечены на родине и за рубежом, в том числе в России и Армении.

## Стиль художника

Пьер Тейяр де Шарден (1975, китайские чернила и карандаш, 21 x 29,7)

Известный клуб художников Who’sWhoArt охарактеризовал искусство Арно как «лирическую абстракцию», «футуризм», «спонтанную живопись». В 2004 году Encyclopédie des Arts en Franche-Comté посвятила целую статью художнику и его работам:
«Арно — художник, который не вписывается ни в один определённый жанр, поскольку он успешно отражает всю глубину, присущую абстрактному искусству. Его картина, которая как бы проявляется из разноцветной кожи, точно отражает всю теплоту порой грустной реальности. По словам художника, он создает свои работы импульсивно и в то же время уделяет особое внимание внутренней самоподготовке, в ходе которой он смешивает и конденсирует все свои приобретенные художественные навыки. В его работах часто виден так называемый „скрытый круг одиночества“. Возможность нарушить этот круг отражает момент в жизни, когда реальность становится хрупкой и рушится. Это дает дорогу чему-то невидимому, но в то же время сохраняя в себе знакомое. Источником этих эмоций, которые присущи его картинам, являются движения, насилие, свет.
По случаю выставки в честь двухсотлетия Клода-Николя Леду (известный французский архитектор 18-го века) в Королевской солеварне в Арк-э-Сенан, в регионе Франш-Конте, запись в каталоге Le Deuxième regard была следующей: «Работа Курле де Врежий отражает сильное влияние, оказанное Леду на художника; действительно, оба художника занимались развитием такого направления, которое Башелар называл „материализованное воображение“: это духовное состояние, где все виды искусства становятся одним единым.»
«Работы Арно соответствуют достаточно современному тренду: отражение одного вида искусства через другой. Это и позволяет ему творить новые чудеса». Портрет братьев Люмьер, с названием «Люмьер» или «Прожексьон приве» (фр. Lumière ou Projection privée) (анг. Light или Private projection), выставлен в Театре Иден (фр. l’Eden Théâtre) в регионе Ла-Сьота́. Театр Иден, наследие 20-го века, был восстановлен в 2013 году в рамках проекта Марсель-Прованс 2013 — европейской столицы культуры.

## Выставки

### Коллективные выставки
- Exposition au château de Moncley (Doubs, 2020)
- Exposition Regards d'artistes sur l'avenir (Besançon, 2019)
- Exposition Blick in die Zukunft (Fribourg-en-Brisgau, 2019)[10]
- Chapelle des Annonciades (Pontarlier, 2019)
- Exposition au 16e Salon artistique de Richelieu (Richelieu, 2017)
- Festival de Peinture et de Sculpture de Belfort (Belfort, 2008, 2007)
- Salon Victor Chocquet, Ministère des Finances (Paris, 2007, 2001, 2000, 1999, 1998, 1997, 1996, 1995)
- Exposition pour le bicentenaire du Cadastre, école nationale du Cadastre (Toulouse, 2007)
- Exposition DésertArt’ique (Besançon, 2006)
- Exposition pour le bicentenaire de Claude Nicolas Ledoux (Besançon, Conseil Général, 2006)
- Saline royale d’Arc-et-Senans, (Arc-et-Senans 2006)[11]
- Château de Syam (Syam, 2005)
- Salon National de Peinture et Sculpture des Armées (Château de Vincennes, 2002)
- Salon de Peinture et Sculpture des Armées Nord-est (Douai, 2002)[12]
- Galerie Everarts (Paris, 2001)
- Exposition décoration Cité Administrative de Bobigny (Paris, 1993)
- Galerie Barthélémy (Besançon, 1993)

### Персональные выставки
- Exposition Data Music (Besançon, 2019)
- Journée du patrimoine, château de Vaire (Loire-Atlantique, 2018)
- 16e Salon artistique de Richelieu (Richelieu, 2017), в качестве почетного гостя.
- Espace 7, Atelier d’Antoine Aranda (Besançon, 2014)
- Rectorat de l'académie de Besançon (Besançon, 2012)
- Salon du livre (Dampierre-sur-Salon 2012, 2009, под музыкальный  аккомпанемент Хасана Бакадли, виолончелиста из Оркестра Безансона.
- Journée du Patrimoine (Dampierre-sur-Salon, Maison Couyba, 2012)[13]
- Pianos Jean Michel Maître (Besançon, 2008)
- Relais culturel des Saintes-Maries-de-la-mer (2001)[14]
- Galerie Everarts (Paris, 2001)
- Atelier Pierre Beuchey (Besançon, 2000)
- Galerie Vauban (Dijon, 1999)
- Avenue George V (Paris, 2014, 1999, 1998)
- Citadelle de Besançon (Besançon, 1996)

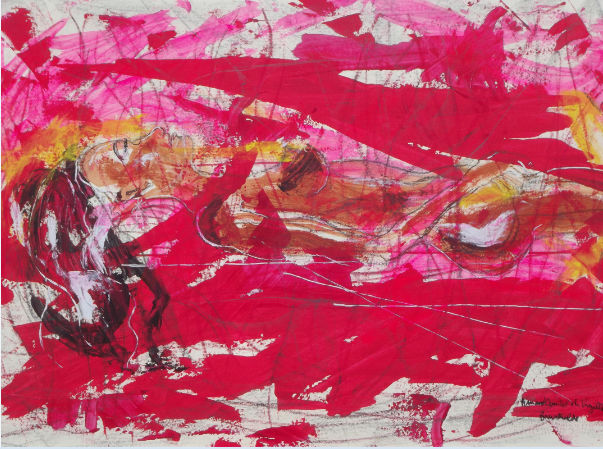
Brünnhilde (2012, акрил, 120 x 80 cm)

- Hôtel de Paris (Besançon, 1994)

## Достижения и награды
Картины Арно Курле де Врежий были опубликованы в художественном альбоме Perséides. Автор текста: Жак Ритто-Хутинет. Издательство: Bègles, L'écouleur de la vie, 2019. Всего напечатано 100 пронумерованных экземпляров.
Награды Арно Курле де Врежий:
Salon Victor Chocquet: 
- Prix de poésie, Париж, 2007, за работу "Écris pour moi" [16]
- Nomination, Париж, 2000, за работу "Soliman le Magnifique" [17]
- Mention spéciale, Париж, 1998, за работу "Quand le Scarabée d’Or"
- Nomination, Париж, 1996, за работу "Une heure dans la nuit"
- Mention spéciale, Париж, 1995, за работу "Archi"

Члены жюри: Laurence Cavy, аукционер, представитель аукционного дома Christie's; Françoise de Perthuis, эксперт еженедельного журнала об искусстве Gazette Drouot; Pierre Cornette de Saint Cyr, аукционер.
Выставка Galerie Everarts:
- Prix Argenson, Париж, 2001, за работу "Quand le Scarabée d’Or"

Награда Institut d'études supérieures des arts de Paris:
- Premier prix de l’Institut d'études supérieures des arts de Paris, 1993, за работу "Laisse-moi"

## Радио и телевидение
Арно Курле де Врежий был гостем телепередач: 
- Le deuxième regard, Канадская телерадиовещательная корпорация (октябрь 2006)
- La résidence d’artistes (сентябрь 2002)
- Les artistes rencontrent leur public à l’atelier (сентябрь 2000)

Художник выступал по радио в программах:
- Radio Shalom (февраль 2016, октябрь 2014)
- RCF Radio (октябрь 2014, сентябрь 2012)

## Галерея

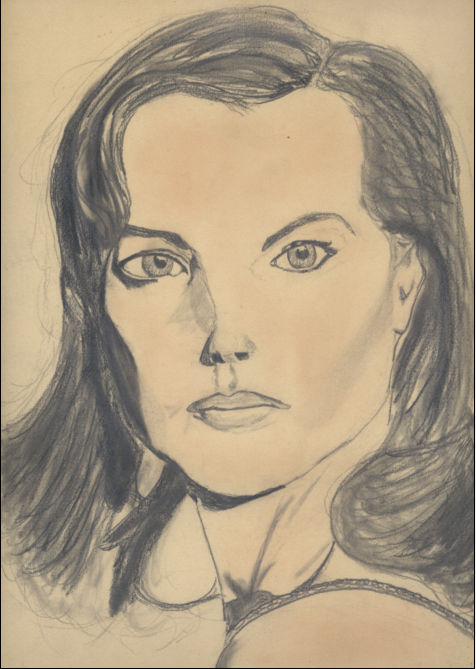
Роми Шнайдер (1975, карандаш, 21 × 29.7)
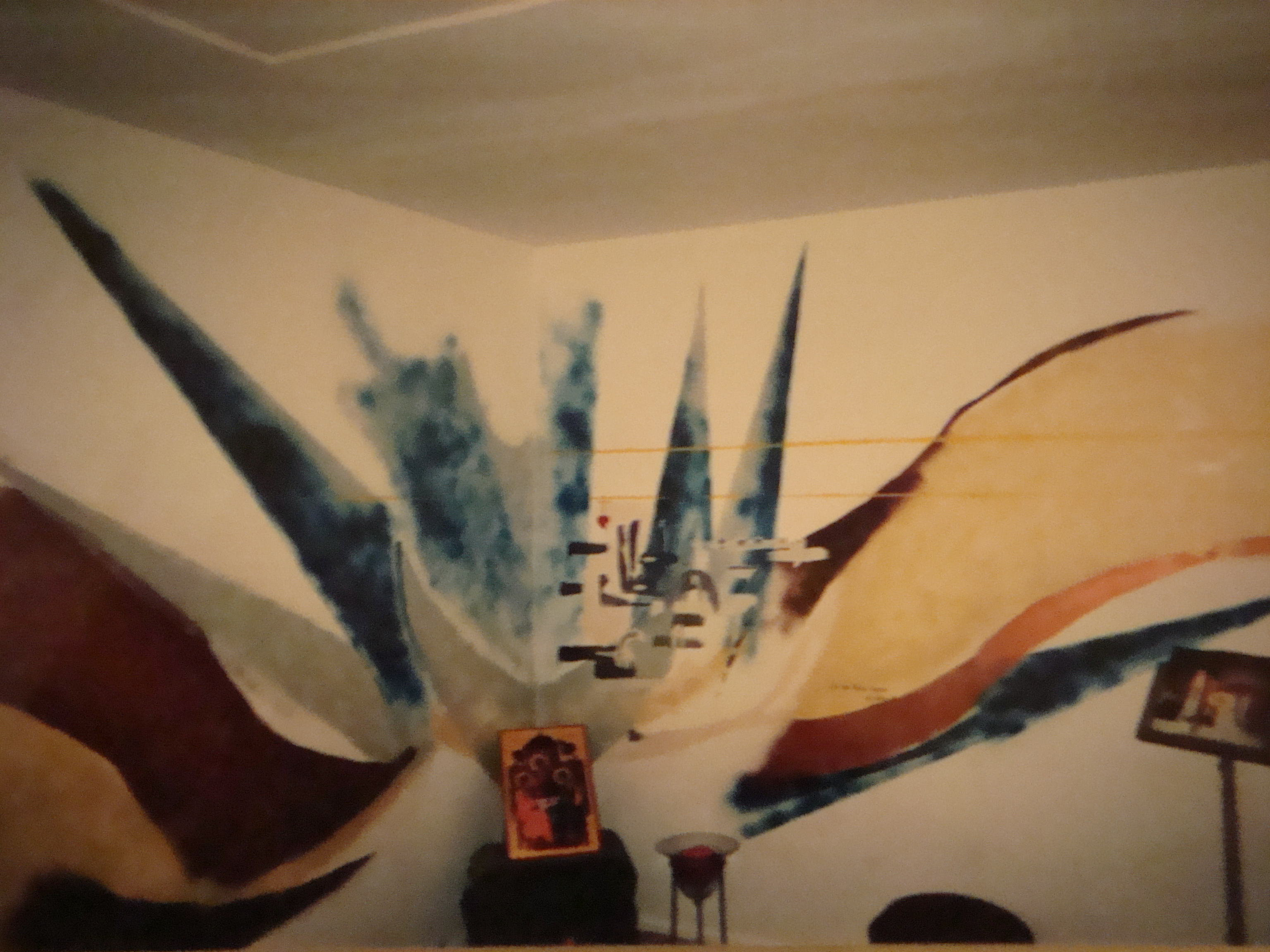
Oratoire ("красный угол", 2007, фреска)
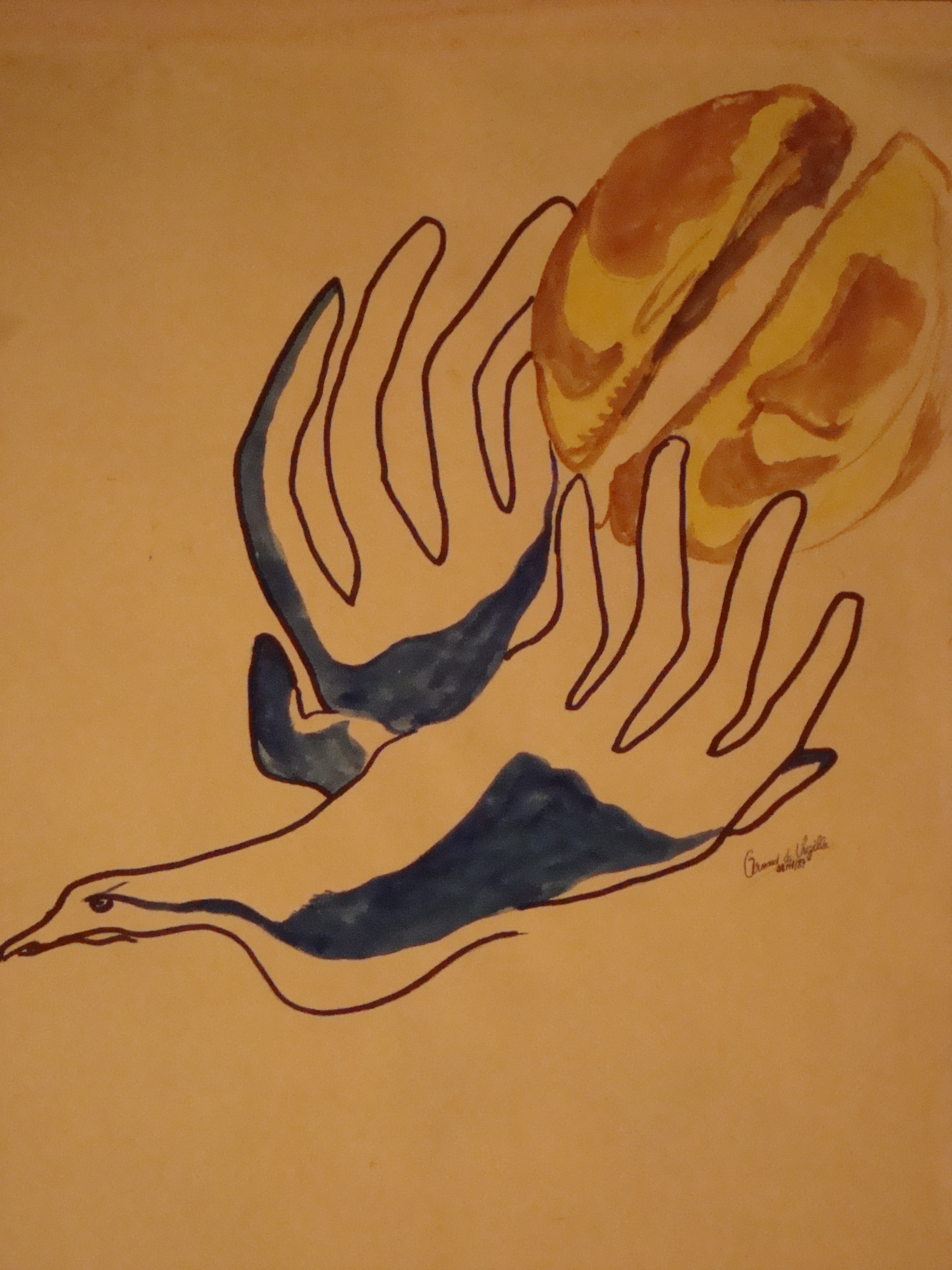
Au partage ("доля", 1987, карандаш и гуашь, 21 × 29.7)
Le picotin (1988, акриловые чернила, 21 × 29.7)
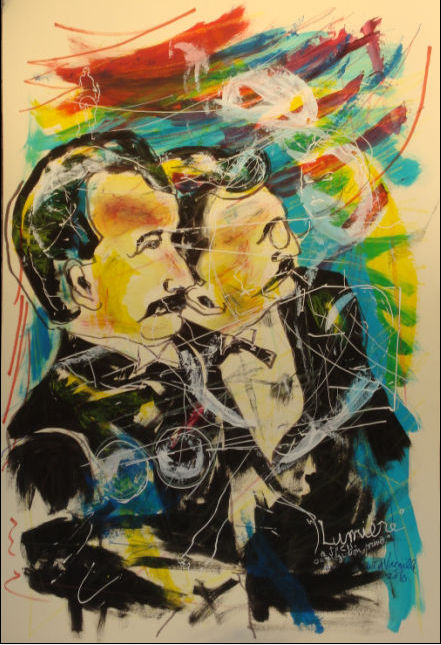
Lumière ou Projection privée ("свет или частный показ", 2010, акрил, 120 x 90 cm)
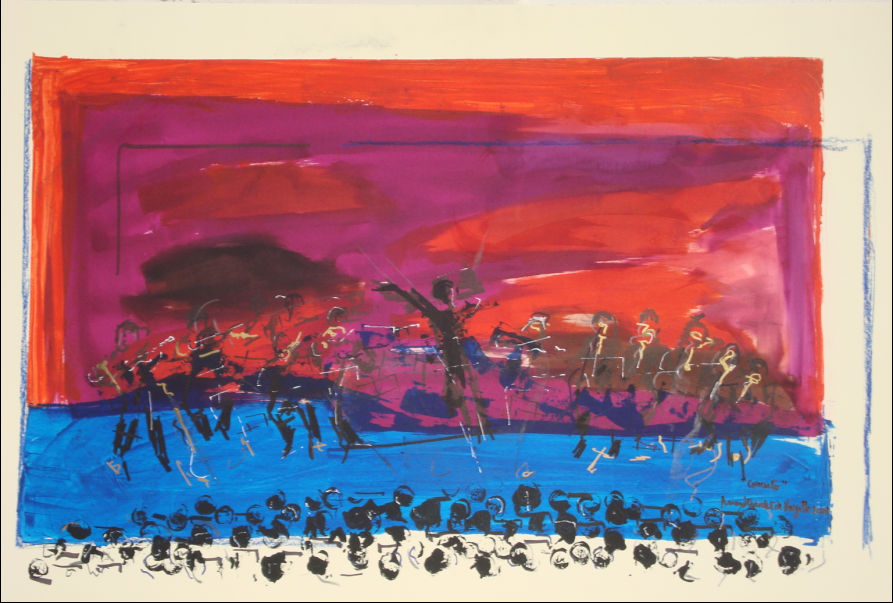
Concerto (2006, акрил и пастель, 120 × 80 cm), частная коллекция.
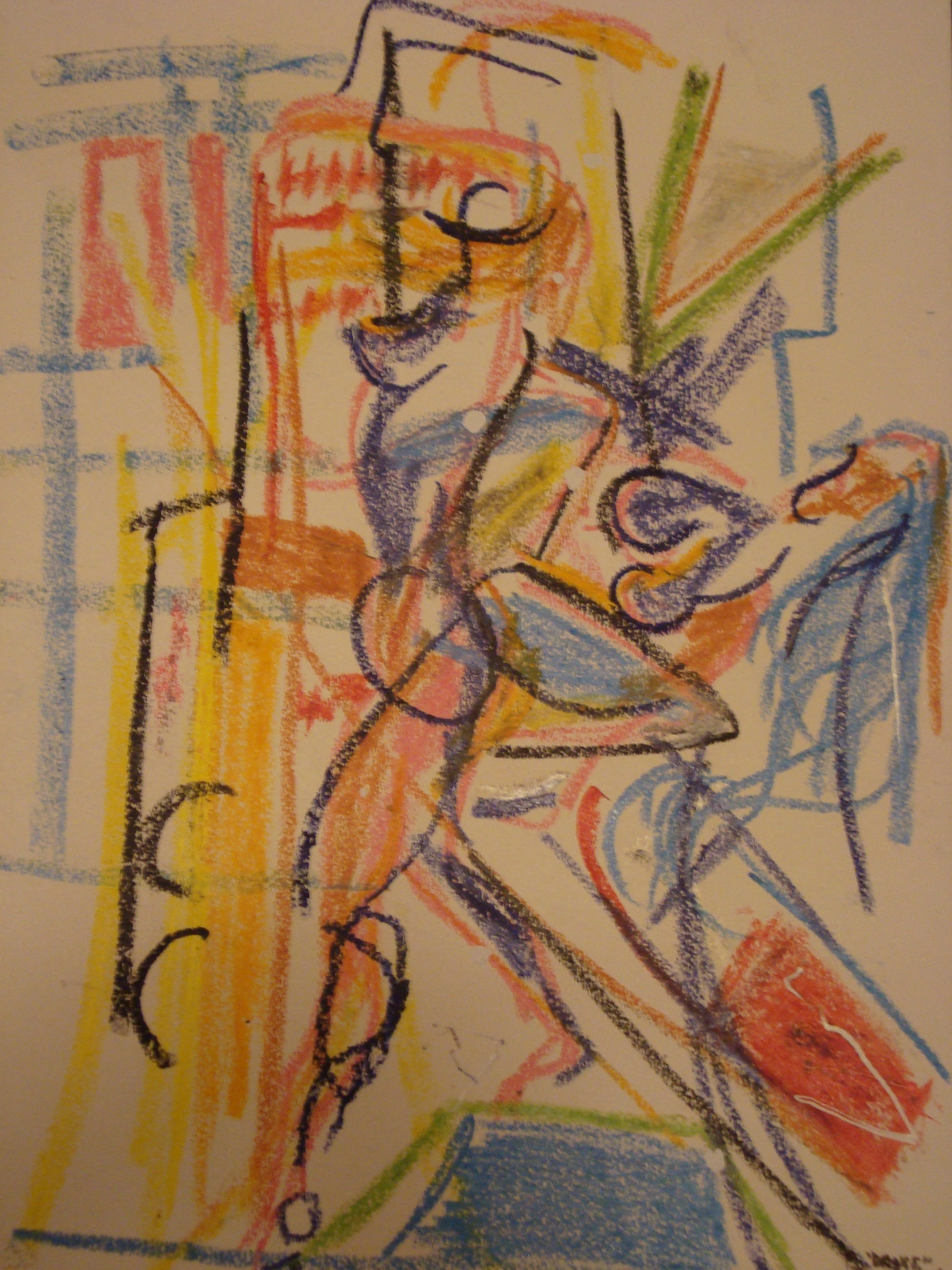
Dance (2008, пастель и карандаш, 21 × 29,7), частная коллекция.